# Natri floroacetat
Natri fluorroacetat, được biết đến dưới dạng thuốc diệt côn trùng 1080, là hợp chất hóa học có fluor hữu cơ (organofluorine) với công thức hóa học NaC2H2FO2. Đây là muối không màu có vị tương tự như natri chloride và được một chất độc thứ cấp. Kali fluorroacetat tồn tại trong tự nhiên dưới dạng chất chuyển hóa chống lại động vật ăn cỏ trong nhiều loài thực vật nhưng cũng có thể tổng hợp nhân tạo. Đó là dẫn xuất của axit fluorroacetic, một axit cacboxylic. Song, axit trifluorroacetic, một loại axit acetic được fluor hóa lại thông dụng hơn, và những dẫn xuất của nó có độc tính thấp hơn rất nhiều. 

## Lịch sử và sản xuất
Hiệu quả của natri fluorroacetat trong việc diệt các loài gặm nhấm hay thuốc diệt chuột (rodenticide) đã được báo cáo vào năm 1942. Cái tên "1080" chỉ số danh mục thuốc độc, đã trở thành tên thương hiệu.
Muối được tổng hợp bằng cách xử lý natri cloroacetat với kali fluorrua.
Có thông tin lưu truyền rộng rãi cho rằng hiện nay chỉ có duy nhất Công ty Hóa học Tull (Tull Chemical Company), một cơ sở nhỏ ở Oxford, Alabama, là đơn vị sản xuất 1080. Công ty này từng xuất thành phẩm sang Mexico và Israel (làm thuốc diệt chuột), Úc (dùng để tiêu diệt chó dingo bản địa, chó hoang, lợn hoang, cáo và các loài ăn cỏ (browsing) bản địa khác) và New Zealand (để kiểm soát possum, chuột cống, và chồn ecmin). Vào năm 1988 Cơ quan Bảo vệ môi trường Mỹ (US EPA) huỷ bỏ giấy phép đăng ký và sử dụng của 1080 làm thuốc diệt chuột ở Mỹ. Bộ Nội vụ Mỹ thu hồi giấy phép đăng ký của 1080 làm thuốc diệt chuột trên đồng sau Sắc luật ban hành năm 1972 nghiêm cấm việc sử dụng 1080 trên lãnh thổ liên bang. Từ năm 2001 việc dùng 1080 ở Mỹ đã được kiểm soát chặt chẽ, và bây giờ chỉ giới hạn dùng trong vòng đai bảo vệ thú nuôi để bảo vệ cừu, dê chống lại chó sói đồng cỏ ở 8 bang miền tây Hoa Kỳ. Sẩn xuất 1080 cũng có ở New Zealand thông qua một công ty thuộc Chính phủ tên là Animal Control Products Ltd/Pestoff có trụ sở đặt tại Wanganui phía bắc đảo New Zealand. Theo những điều tra của Nghị viện New Zealand thì nơi này cũng đã cho ra vài ngàn kg 1080 mỗi năm kể từ năm 1997/98. Nơi có số lượng công ty sản xuất 1080 [CAS số 62-74-8] và axit fluorroacetic [CAS số 144-49-0] nhiều nhất là ở Trung Quốc.

## Phân bố trong tự nhiên

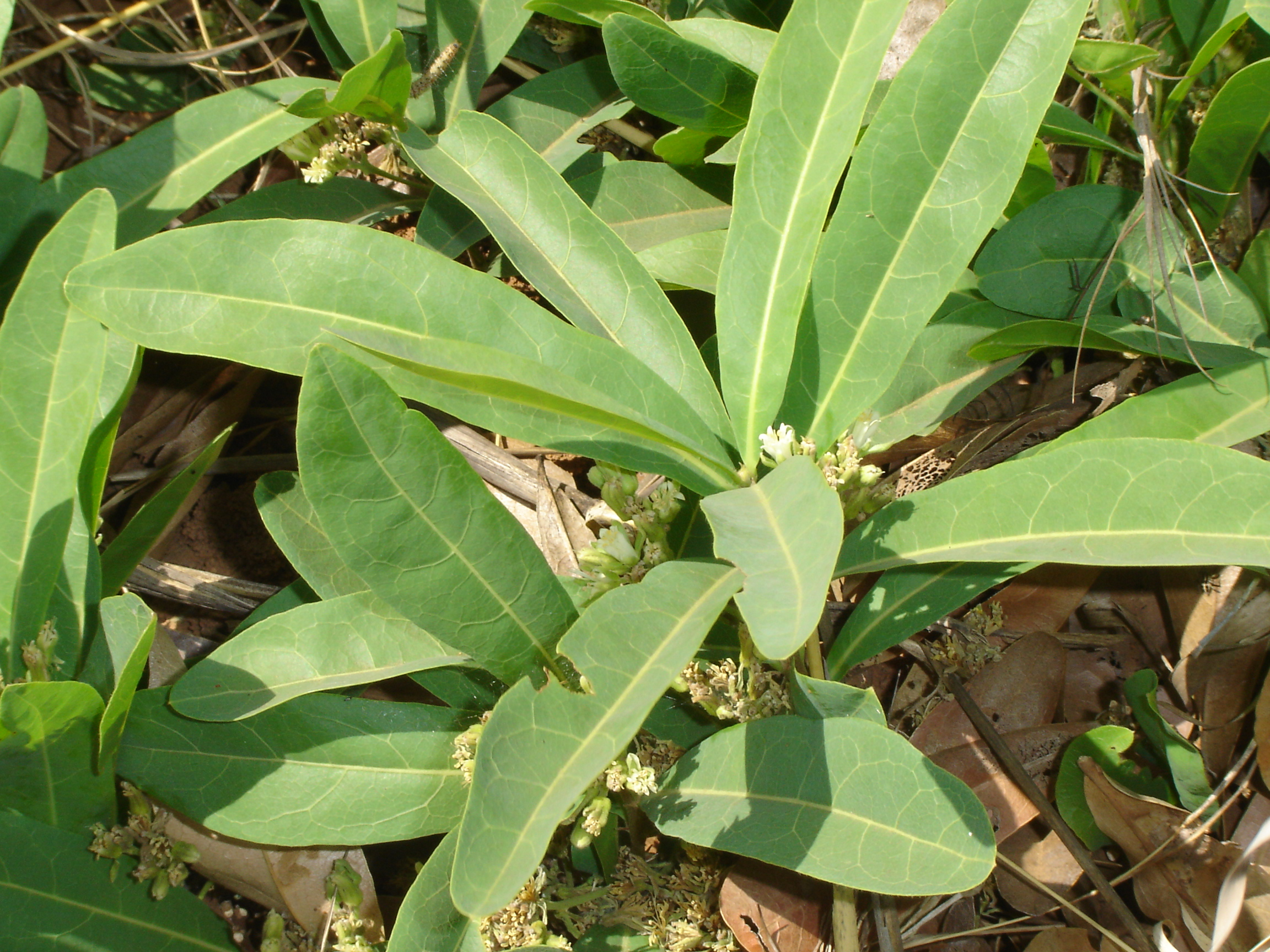
Dichapetalum cymosum

Kali fluorroacetat (trái ngược với dẫn chất muối natri được sản xuất thương mại) phân bố trong tự nhiên ở ít nhất 40 loài thực vật Úc, Brazil  và châu Phi. Loài được định danh đầu tiên là Dichapetalum cymosum, còn được gọi là gifblaar (theo tiếng Nam Phi) hay lá độc, bởi Marais năm 1944. Cho đến năm 1904, dân khai hoang ở Sierra Leone đã dùng cao chiết của Chailletia toxicaria, có chứa axit fluorroacetic hoặc các muối của nó, để diệt chuột. Vài loài thực vật bản địa châu Úc có chứa toxin bao gồm: Gastrolobium, Gompholobium, Oxylobium, Nemcia, và Acacia.

### Sự phân bố fluoracetate trong các loàiGastrolobium
Gastrolobium là một chi thực vật có hoa trong họ Đậu Fabaceae. Có hơn 100 loài trong chi này, và tất cả trừ 2 loài là loài đặc hữu của vùng tây nam miền Tây Úc, nơi chúng được gọi là "những hạt đậu độc". Gastrolobium mọc ở miền tây nam Úc là duy nhất có khả năng làm giàu fluorroacetat từ đất có lượng fluor thấp. Possum đuôi chổi, chuột bụi rậm, kangaroo xám phía tây bản địa của vùng này có khả năng ăn những cây chứa fluorroacetat một cách an toàn, nhưng các loài thú nuôi và nhập cư từ khắp nơi ở Úc đều rất dễ bị trúng độc, cũng như các loài nhập cư khác từ bên ngoài Úc, như cáo đỏ. Thực tế là nhiều loài Gastrolobium cũng có độc tính thứ cấp cao đối với các loài ăn thịt không phải bản địa cho nên nó được cho là làm hạn chế khả năng thiết lập dân số của thú họ mèo ở những nơi những cây này chiếm phần lớn trong hệ thực vật bề mặt.
Sự hiện diện của các loài Gastrolobium trên những cánh đồng của nông dân ở phía Tây Úc đã ép buộc những người nông dân phải bỏ đi lớp đất phía trên mặt và bất kì hạt giống cây đậu độc nào chứa trong đó, và thay thế nó bằng một lớp đất mới từ một nguồn ở đâu đó không chứa chứa cây đậu độc để bắt đầu gieo trồng mùa vụ mới. Tương tự, sau các vụ cháy ở tây bắc Queensland những người chăn gia súc phải di chuyển đàn vật nuôi trước khi Gastrolobium grandifluorrum lan ra từ đống tro tàn.

## Độc tính
Natri fluorroacetat là thuốc độc với tất cả sinh vật hiếu khí bắt buộc, và có độc tính cực cao với động vật có vú và côn trùng. Liều dùng đường uống đủ để gây chết người của natri fluoracetat là 2–10 mg/kg.
Độc tính khác nhau giữa các loài. Cơ quan An toàn thực phẩm New Zealand đã xác định được liều gây chết cho một số loài. Chó, mèo, lợn xuất dễ bị nhiễm độc nhất.

### Cơ chế tác động
fluorroacetat tương tự như acetat, có một vai trò quan trọng trong chuyển hóa tế bào. fluorroacetat phá vỡ chu trình axit citric (hay chu trình Krebs) bằng cách kết hợp với coenzyme A tạo ra fluorroacetyl CoA, chất này sẽ phản ứng với citrat synthase tạo ra fluorrocitrat kết hợp chặt chẽ với aconitase, do đó làm cho chu trình ngừng lại. Sự ức chế này làm cho citrat tích tụ trong máu. Citrat và flroocitrat là chất ức chế dị lập thể của phosphofructokinase-1 (PFK-1), một enzyme quan trọng trong quá trình đường phân. Khi PFK-1 bị ức chế, tế bào không còn có thể chuyển hóa được cacbohydrat, không sinh ra năng lượng.

### Triệu chứng
Ở người, những triệu chứng khi ngộ độc thường xuất hiện khoảng từ 30 phút cho đến ba tiếng sau khi nhiễm. Triệu chứng ban đầu tiêu biểu là buồn nôn, nôn mửa, đau bụng; đổ mồ hôi, mơ màng, và theo sau đó là kích động. Khi trúng độc đáng kể, những bất thường về tim như nhịp tim nhanh bất thường hay chậm nhịp tim, huyết áp thấp, và thay đổi ECG xảy ra. Tác động thần kinh bao gồm co cơ và tai biến; ý thức trở nên suy giảm nhanh chóng sau vài giờ dẫn tới hôn mê. Tử vong thường là vì rối loạn nhịp tim, tụt huyết áp nhanh chóng không đáp ứng được điều trị, viêm phổi cấp tính.
Triệu chứng ở các loài vật nuôi có sự khác nhau: ở chó nghiêng về triệu chứng thần kinh trung ương như co giật, chạy mất kiểm soát, trong khi đó các loài động vật ăn cỏ kích thước lớn như bò và cừu có triệu chứng tim. 
Ở dưới liều gây chết, natri fluorroacetat có thể gây hủy hoại tế bào có nhu cầu năng lượng lớn, đặc biệt là não, tuyến sinh dục, tim, phổi, và bào thai. Liều dưới mức gây chết được chuyển hóa và thải trừ hoàn toàn trong vòng 4 ngày.

### Điều trị
Chưa có chất giải độc hữu hiệu. Những nghiên cứu trên khỉ cho thấy việc dùng glyceryl monoacetat có thể ngăn ngừa vấn đề nếu được dùng sau khi ăn phải natri fluorroacetat, và liệu pháp này có thể thử nghiệm trên các loài vật nuôi với kết quả dương tính. Về mặt lý thuyết, glyceryl monoacetat cung cấp ion acetat cho phép tiếp tục quá trình hô hấp tế bào đã bị ngăn cản bởi natri fluorroacetat.
Thí nghiệm của bác sĩ Goncharov và cộng sự đưa đến kết quả phát triển thành công một phức hợp trị liệu gồm một hợp chất phenothiazine, một hợp chất axit 2 chức, và một chất mang dược dụng phù hợp. Ở một hướng khác thành phần dược chất có thể gồm một hợp chất phenothiazine, một hợp chất nitroester, etanol, và một chất mang dược dụng phù hợp.
Trong các ca lâm sàng, thuốc giãn cơ, chống co giật, thông khí cơ học và các phương pháp hỗ trợ khác có thể được yêu cầu. Chỉ có số ít người hay con vật được chữa trị thành công sau khi ăn phải lượng lớn natri fluorroacetat.
Trong một nghiên cứu, vi khuẩn trong ruột cừu bị biến đổi gen chứa enzym fluorroacetat dehalogenase làm bất hoạt natri fluorroacetat. Vi khuẩn được truyền sang cừu, sau đó đã cho thấy dấu hiệu sự giảm độc tính khi ăn phải natri fluorroacetat.

## Dùng làm thuốc diệt hại

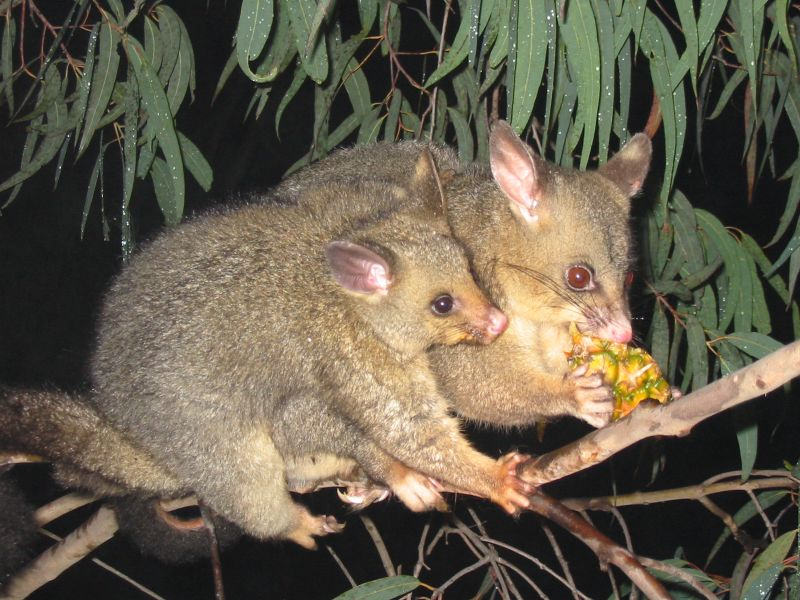
Loài opossum đuôi chổi, động vật gây hại lan tràn ở New Zealand bị kiểm soát số lượng bằng natri fluorroacetat.

Natri fluoracetat được dùng làm thuốc diệt hại, đặc biệt đối với các loài động vật có vú gây hại. Người làm nông nghiệp và chăn nuôi dùng thuốc để bảo vệ đồng cỏ, cây trồng khỏi động vật có vú ăn cỏ. Ở New Zealand và Úc, thuốc cũng được sử dụng nhằm kiểm soát các loài động vật có vú không rõ nguồn gốc xâm hại và cạnh tranh với các loài động vật, thực vật hoang dã bản địa.

### Úc
Ở Úc, natri fluorroacetat lần đầu tiên được sử dụng trong chương trình kiểm soát thỏ đầu thập niên 1950 và được cho là có "một lịch sử dài chứng minh sự hiệu quả và độ an toàn". Nó được nhìn nhận như là một phần quan trọng của chương trình kiểm soát phối hợp cho thỏ, cáo, chó hoang, và lợn hoang. Từ năm 1994, kiểm soát cáo diện rộng bằng mồi bả thịt có chứa 1080 ở Tây Úc đã làm cải thiện dân số của vài loài bản xứ một cách đáng kể và dẫn tới lần đầu tiên có 3 loài động vật có vú được đưa ra khỏi danh sách động vật bị đe dọa của quốc gia. Ở Úc, lượng nhỏ sinh vật bản xứ chết cho bả 1080 được coi như chấp nhận được, nhất là khi so sánh với những tác động cạnh tranh và tranh cướp đến từ các loài nhập cư mà hiện đang bị kiểm soát bởi 1080.
Western Shield là một dự án để giúp gia tăng dân số các loài động vật có vú đang bị đe dọa ở tây nam nước Úc dưới sự chỉ đạo của Cục Môi trường và Bảo tồn Tây Úc (DEC). Dự án này rải thịt chứa bả fluorroacetat từ trên không để giết các loài thú săn mồi. Chó hoang và cáo sẽ ăn bả thịt dễ dàng. Mèo gặp khó khăn hơn vì chúng nói chung là không có hứng thú đi tìm bới thức ăn. Tuy nhiên, một nghiên cứu dưới sự ủy quyền của Hiệp hội Chống ngược đãi Động vật Hoàng gia Úc chỉ trích việc dùng 1080, gọi đó là vô nhân đạo. Một vài loài động vật ăn cỏ miền Tây Úc (đặc biệt là, các phân loài địa phương của Macropus eugenii, Macropus eugenii derbianus, nhưng không phải phân loài M. e. eugenii ở nam Úc và M. e. decres trên Đảo Kangaroo) phát triển tính miễn dịch cục bộ theo chọn lọc tự nhiên với tác động của fluoracetat, cho nên dùng nó làm chất độc có lợi thế trong việc giảm tác động phá hoại của các loài kế cận chống lại các loài ăn cỏ bản xứ.
Trong năm 2011, hơn 3.750 bả độc chứa 3 mL 1080 được đặt trên khoảng 520 hecta giữa Southport và Hobart (Tasmania) như là một phần chiến dịch diệt trừ động vật xâm lăng lớn nhất thế giới đang được tiến hành – chống lại loài cáo đỏ . Bả được trải theo tỉ lệ 1/10 hecta và được chôn để làm giảm nguy cơ gây hại cho các loài không phải là mục tiêu như Quỷ Tasmania. Các loài bản xứ cũng là mục tiêu của 1080. Trong tháng 5 năm 2005 có tới 200.000 con chuột túi Bennet trên Đảo King bị giết hại một cách có chủ đích bởi một trong những vụ đầu đầu độc 1080 phối hợp lớn nhất được thấy ở Tasmania.

### New Zealand

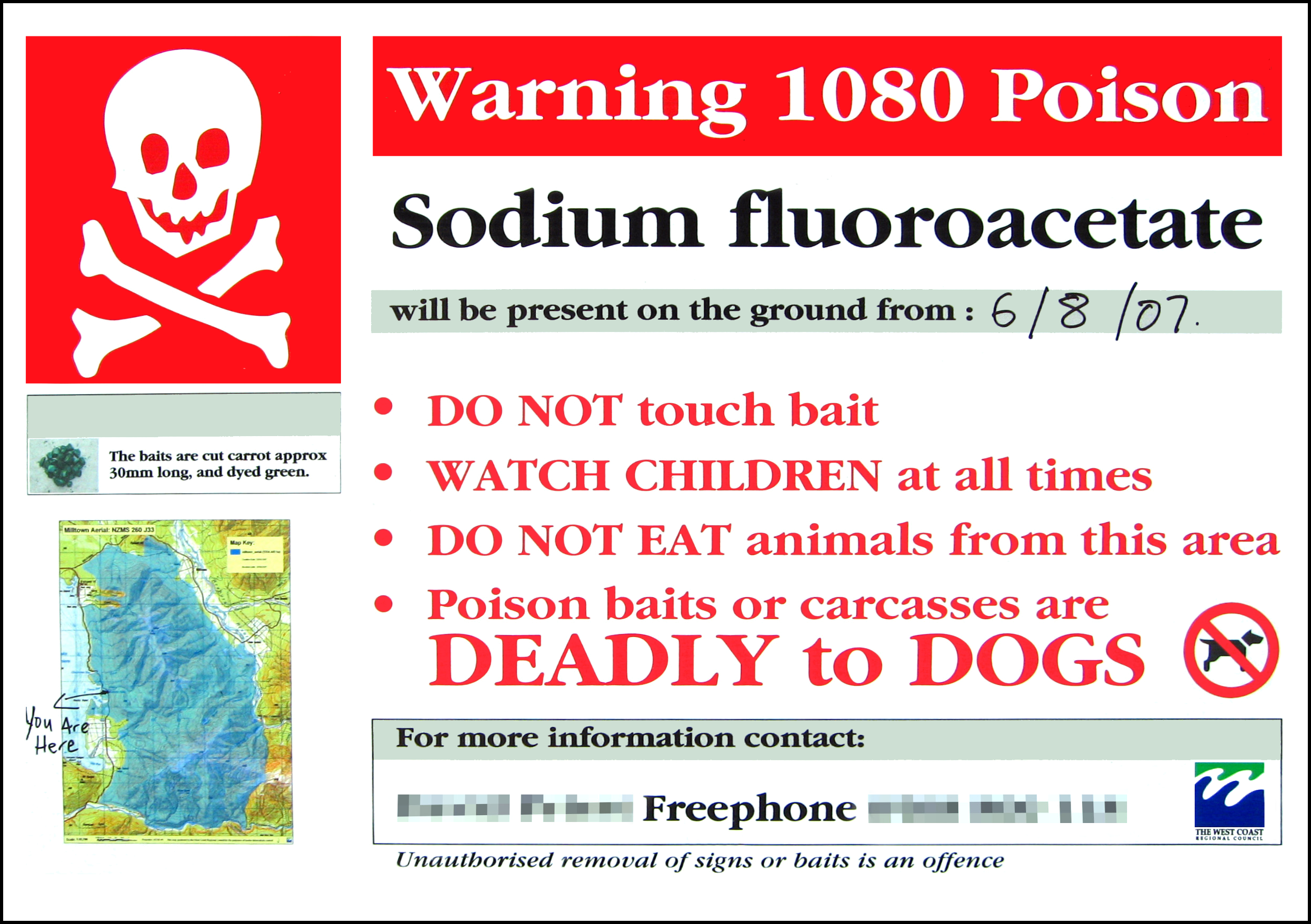
Biển cảnh báo về bả độc natri fluoracetat ở Bờ biển phía Tây của New Zealand.

Trên bình diện thế giới, New Zealand là quốc gia sử dụng natri fluorroacetat nhiều nhất. Việc này có thể quy cho việc thực tế là ngoài 2 loài dơi, New Zealand không có loài động vật có vú đặc hữu trên đất liền nào, và những loài nhập cư đã tàn phá các loài động thực vật bản địa nơi đây.
1080 được dùng để kiểm soát possum, chuột cống, chồn ecmin, và thỏ. Sử dụng nhiều nhất, mặc dù bị phản đối mạnh mẽ, là Ủy ban Sức khỏe Động vật New Zealand và Cục Bảo tồn New Zealand.
Việc sử dụng natri fluorroacetat là một vấn đề gây tranh cãi tại New Zealand, với các cuộc tranh luận chủ yếu giữa hai bên ủng hộ gồm những nhóm bảo tồn và các nông dân chăn nuôi và chống đối gồm những thợ săn và các hoạt động bảo vệ quyền động vật.

### Hoa Kỳ
Natri fluorroacetat được dùng ở Mỹ để tiêu diệt sói đồng cỏ. Trước năm 1972 khi mà EPA cấm sử dụng nó, natri fluoracetat được dùng rộng rãi vì giá thành rẻ; năm 1985, việc sử dụng có giới hạn làm vành đai bảo vệ được thông qua.

### Các nước khác
1080 được dùng làm thuốc diệt chuột ở México, Nhật Bản, Hàn Quốc và Israel.

## Tác động đến môi trường

### Nước
Bởi vì 1080 dễ tan trong nước, nó sẽ phân tán và pha loãng trong môi trường bằng nước mưa, dòng sông và nước ngầm. Natri fluorroacetat ở hàm lượng lớn tìm thấy trong môi trường sau khi tiến hành đặt bả sẽ làm hư hại nguồn nước tự nhiên có chứa các sinh vật sống như thực vật thủy sinh hay các vi sinh vật. Các cuộc khảo sát về nước được thực hiện trong thập niên 1990, đã xác nhận rằng sự ô nhiễm đáng kể đường sông sau khi áp dụng 1080 theo đường không là có khả năng. Nghiên cứu bởi Viện Nghiên cứu Quốc gia về Nước và Khí Quyển (NIWA) chỉ ra rằng 1080 được cố ý bỏ vào các dòng nước nhỏ để thử nghiệm không thể bị phát hiện sau 8 tiếng.
Ở New Zealand, nguồn nước mặt theo dõi định kì sau khi áp dụng 1080 đường hàng không, và mẫu nước sẽ được thu thập ngay lập tức sau khi áp dụng, nơi có khả năng cao phát hiện ô nhiễm. Trong 2.442 mẫu thử ở New Zealand từ năm 1990 đến năm 2010 sau các chiến dịch rải 1080 đường không: 96,5% không có phát hiện được 1080 và, trong tất cả những mẫu, chỉ có 6 mẫu là bằng, hoặc trên mức cho phép của Bộ Y tế New Zealand cho nước uống, và không có mẫu nào đến từ nguồn nước sinh hoạt. Trong 592 mẫu lấy từ nguồn nước uống cho người hay vật nuôi, chỉ có 4 mẫu chứa dư lượng 1080 là 0,1 ppb (phần tỷ) (1 mẫu) và 0,2 ppb (3 mẫu) – dưới mức cho phép của Bộ Y tế 2 ppb.
Trong một thử nghiệm được tài trợ bởi Ủy ban Sức khỏe Động vật New Zealand và được tiến hành bởi NIWA mô phỏng những tác động của các cơn mưa đối với 1080 ở trên một sườn đồi có đất phủ phía dưới có một con suối, có 99,9% nước chứa 1080 ngấm thẳng vào đất (Xem mục 4.3 của ) và không chảy qua mặt đất đến dòng suối như đã dự đoán. Thí nghiệm cũng đo sự ô nhiễm của nước trong đất, được mô tả như là nước chảy ngang qua lòng đất ở khoảng cách ngắn (0,5-3m), xuống đồi về phía sông. Thử nghiệm không đo sự ô nhiễm nước ở vùng đất sâu hơn hay nước ngầm ngay bên dưới những nơi có áp dụng 1080.

### Đất
Số phận của 1080 trong đất đã được xác minh bởi nghiên cứu xác định rõ sự thoái hóa của fluorroacetat phân bố trong tự nhiên (Oliver, 1977). Natri fluorroacetat dễ tan trong nước, và phần dư lượng từ những bả thừa sẽ ngấm vào đất khi đó chúng bị chuyển hóa thành các sản phẩm không có độc tính bởi các vi sinh vật trong đất, như vi khuẩn (Pseudomonas) và nấm đất (Fusarium solani) (David và Gardiner, Năm 1966; Bong, Cole và Walker, 1979; Walker và Bong, 1981).

### Chim
Mặc dù hiếm khi xảy ra, các hoạt động dùng 1080 đường không riêng lẻ có thể vẫn đôi khi gây ảnh hưởng số lượng chim ở đó nếu không được quan tâm đầy đủ. Ở New Zealand, có những cá thể của 19 loài chim bản địa và 13 loài chim nhập cư được tìm thấy là đã chết sau các vụ rải 1080. Phần lớn những vụ chim chết được ghi nhận đều có liên quan với chỉ 4 đợt tiến hành vào những năm 1970, các đợt này đã dùng bả cà rốt chất lượng kém với nhiều mảnh nhỏ. Mặt khác, dân số nhiều loài chim New Zealand bản xứ đã được bảo tồn thành công bằng cách giảm số lượng loài ăn thịt thông qua các vụ rải 1080. Vịt lam, bồ câu New Zealand, chim kiwi, vẹt kaka, cắt New Zealand, chim bạc má Snares, chim cổ đỏ đảo Nam,chim cổ đỏ đảo Bắc, vẹt đuôi dài New Zealand (kākāriki), và chim đầu vàng (mōhua) đều đáp ứng tốt với chương trình kiểm soát dịch hại dùng 1080 đường không, với sư gia tăng số lượng sống sót của chim trưởng thành và con non, và gia tăng kích cỡ quần thể. Ngược lại, 7 trong số 38 con vẹt Kea có đính thẻ, loài vẹt núi cao đặc hữu, bị chết  trong suốt quá trình rải 1080 kiểm soát possum ở rừng Ōkārito tiến hành ở DOC và AHB vào tháng 8 năm 2011. Bởi vì thói quan ăn tạp và tính tò mò, kea được biết là nhạy cảm với bả độc 1080, cũng như chất độc thải ra ngoài môi trường khác như kẽm và chì dùng làm mái che của các nhà kho và trang trại.

### Bò sát và lưỡng cư
Bò sát và lưỡng cư nhạy cảm với 1080, mặc dù ít hơn nhiều so với động vật có vú. Các loài lưỡng cư và bò sát đã được thử nghiệm ở Úc nói chung dung nạp 1080 tốt hơn nhiều so với đa số các loài động vật khác. McIlroy (1992) tính toán rằng ngay cả nếu những con thàn lằn ăn toàn bộ các côn trùng hay những con khác nhiễm 1080, chúng không bao giờ có thể ăn đủ số lượng đạt liều gây chết. Các phép thử trong phòng thí ngiệm ở New Zealand mô phỏng những tình huống tệ nhất có thể chỉ ra rằng cả hai loài Leiopelma archeyi (ếch Archey) và L. hochstetteri (ếch Hochstetter) có thể hấp thu 1080 từ con mồi, nguồn nước hay các cơ chất nhiễm độc. Xác suất điều này xảy ra trong tự nhiên được cải thiện phần nào bằng nhiều yếu tố, kể cả hệ sinh thái ếch. Những vấn đề về ô nhiễm và trạng thái giam cầm làm cho nghiên cứu này không có giá trị thuyết phục. Việc theo dõi thêm dân số được khuyến khích để cung cấp nhiều bằng chứng thuyết phục hơn so với làm nghiên cứu đơn độc. Ở New Zealand, sự nhiễm độc thứ cấp của mèo hoang và chồn ecmin sau các vụ rải 1080 rất có thể có một ảnh hưởng tích cực vào sự khôi phục quần thể tắc kè và thằn lằn bóng chân ngắn. Tiêu diệt thỏ và possum, những loài cạnh tranh thức ăn với 2 loài bò sát nói trên, cũng có thể có lợi ích.

### Cá
Cá nói chung thường có độ nhạy cảm thấp với 1080. Các thử nghiệm độc tính ở Mỹ tiến hành trên cá thái dương mang xanh, cá hồi vân, và loài động vật không xương sống nước ngọt Daphnia magna. Thử với các nồng độ 1080 khác nhau trên cá thái dương (trong 4 ngày) và Daphnia (2 ngày) cho thấy 1080 là "gần như không độc trên thực tế" (một loại phân loại EPA của Mỹ) đối với cả hai loài. Cá hồi vân cũng thử nghiệm trong hơn 4 ngày nay ở bốn mức nồng độ từ 39 cho đến 170 mg 1080 mỗi lít. Từ những kết quả trên giá trị LC50 (nồng độ 1080 trong mỗi lít nước về lý thuyết có thể giết 50% số cá đem thử) có thể tính toán được. LC50 cho cá hồi vân là 54 mg 1080/lít – cao hơn rất nhiều so với bất kì nồng độ nào của 1080 tìm thấy được trong nước mẫu sau các vụ rải 1080. Vì vậy 1080 không có khả năng gây ra cái chết cho cá nước ngọt.

### Động vật không xương sống
Côn trùng nhạy cảm với 1080. Một vài thử nghiệm trên đồng ở New Zealand cho thấy số lượng côn trùng có thể tạm thời giảm trong vòng 20 cm của bả độc, nhưng chúng sẽ trở lại mức bình thường trong vòng sáu ngày sau khi bả mồi bị loại bỏ. Các thử nghiệm khác không tìm ra được bằng chứng nào cho rằng côn trùng chịu tác động âm tính. Một nghiên cứu khác ở New Zealand cho thấy dế weta, kiến bản xứ, và kōura (tôm nước ngọt) bài tiết 1080 trong vòng 1 đến 2 tuần. Cũng có bằng chứng cho rằng các vụ rải 1080 đường không ở New Zealand có thể có lợi ích đối với các loài không xương sống. Cả possum và chuột đều là một mối đe dọa đối với các loài không xương sống đặc hữu ở New Zealand, nơi có khoảng 90% các loài nhện và côn trùng là đặc hữu và đã tiến hóa mà không gặp các loài thú săn mồi. Trong một nghiên cứu về chế độ ăn của possum đuôi chổi, 47,5% mẫu phân được phân tích từ tháng 1 năm 1979 đến tháng 6 năm 1983 có chứa các loài không xương sống, hầu hết là côn trùng. Một con possum có thể ăn được 60 con ốc sên đất liền đặc hữu đang bị đe dọa (Powelliphanta spp.) trong một đêm.